# Monticello (Illinois)
Pour les articles homonymes, voir Monticello (homonymie).
Monticello est le siège du comté du comté de Piatt, dans l'Illinois, aux États-Unis d'Amérique.
La population est de 5 548 habitants au recensement de 2010.